# Portada/article juliol 3

## Babakotia radofilai
Babakotia és un gènere extint de lèmur de mida mitjana de Madagascar que només conté una sola espècie, Babakotia radofilai. Juntament amb Palaeopropithecus, Archaeoindris i Mesopropithecus, forma la família dels paleopropitècids, coneguts amb el nom de lèmurs peresós. El nom Babakotia ve del nom malgaix de l'indri, babakoto, amb el qual estan relacionats aquesta espècie i tots els altres lèmurs peresós. A causa de la seva mescla de caràcters morfològics que representen etapes intermèdies entre els índrids vivents i els grans lèmurs peresós, ha contribuït a aclarir la relació entre ambdós grups i els propers lèmurs mico, també extints.
Babakotia radofilai i els altres lèmurs peresós comparteixen molts caràcters amb els peresosos vivents, un exemple d'evolució convergent. Tenia els avantbraços llargs, dits corbs i les articulacions del maluc i els turmells molt mòbils. El crani era més robust que el dels índrids, però no tant com el dels lèmurs peresós més grossos.